# Anthony Perkins
Anthony Perkins (New York, 1932. április 4. – Hollywood, Kalifornia, 1992. szeptember 12.) Golden Globe-díjas amerikai színész. 
Legismertebb szerepe Norman Bates az Alfred Hitchcock által rendezett Psycho (1960) című filmben.

## Kezdetek
Édesanyja Janet Esselstyn (leánykori nevén Rane), édesapja pedig Osgood Perkins, aki szintén színész volt. 1942-ben, 5 évvel apja halála után Bostonba költözött. A Brooks School, a The Browne & Nichols School, a Columbia Egyetem és a Rollins College hallgatója is volt.

## Pályafutása
Először 21 évesen debütált a The Actress című filmben. Második filmjéért, az 1956-ban bemutatott Szemben az erőszakkal című háborús filmdrámáért Golden Globe-díjat kapott az év új sztárja kategóriában és Oscar-díjra is jelölték.
Ezt követően három popzenei albumot adott ki 1957-ben és 1958-ban Tony Perkins néven. 1958-ban Shirley Booth-szal és Shirley MacLaine-nel játszott együtt a Házasságszerző című filmben. Perkins színházban is dolgozott a Broadwayn, a Look Homeward, Angel című darabban nyújtott alakításáért a legjobb férfi főszereplőnek járó Tony-díjra jelölték. 1959-ben Audrey Hepburnnel játszott a Zöld palotákban.
1960-ban megkapta az Alfred Hitchcock által rendezett Psycho című horrorfilm főszerepét, amely újabb kritikai elismerést és nemzetközi hírnevet hozott a számára. A Szereti ön Brahmsot? című filmben nyújtott alakításáért elnyerte a legjobb színésznek járó díjat az 1961-es cannes-i filmfesztiválon.
Néhány évig Európában dolgozott, majd visszatért Amerikába, ahol szerepet kapott a Pretty Poison, majd A 22-es csapdája című filmekben. 1972-ben Paul Newmannel, Jacqueline Bisset-vel és Victoria Principallal játszott együtt a Roy Bean bíró élete és kora című vígjátékban. 1974-ben a Gyilkosság az Orient expresszen c. filmben számos híresség mellett szerepelt. 1979-ben forgatta pályafutása egyetlen sci-fi filmjét, A fekete lyukat.
1983-ban több mint 20 év után újra felvette Norman Bates szerepét a Psycho 2-ben, majd a harmadik és negyedik Psycho-filmben is.
Perkins 1992. szeptember 12-én hunyt el 1986-ban diagnosztizált AIDS-betegsége következtében fellépő tüdőgyulladásban, 60 éves korában.

## Magánélete
Fiatalkorában homoszexuálisként élt olyan hírességekkel, mint Rudolf Nurejev balett-táncos, Tab Hunter és Nick Adams színészek, Christopher Makos képzőművész vagy Stephen Sondheim zeneszerző-szövegíró. 1973-ban Victoria Principallel, első női szexpartnerével élt együtt egy darabig, miután visszautasította Brigitte Bardot és Jane Fonda közeledését.
1973-ban a fényképész Berry Berensont vette feleségül. Két fiuk született, Oz, aki szintén színész 1974, és Elvis, aki zenész lett, 1976 februárjában. Neje 2001. szeptember 11-én vesztette életét, a World Trade Centerbe csapódott két repülőgép egyikén utazva.

## Filmográfia

### Film
| Év   | Magyar cím                      | Eredeti cím                          | Szerep                                      | Magyar hang          | Rendező            |
| ---- | ------------------------------- | ------------------------------------ | ------------------------------------------- | -------------------- | ------------------ |
| 1953 |                                 | The Actress                          | Fred Whitmarsh                              |                      | George Cukor       |
| 1956 | Szemben az erőszakkal           | Friendly Persuasion                  | Josh Birdwell                               | Zámbori Soma         | William Wyler      |
| 1957 |                                 | Fear Strikes Out                     | Jim Piersall                                |                      | Robert Mulligan    |
| 1957 |                                 | The Lonely Man                       | Riley Wade                                  |                      | Henry Levin        |
| 1957 | Bádogcsillag                    | The Tin Star                         | Ben Owens sheriff                           | Reisenbüchler Sándor | Anthony Mann       |
| 1957 |                                 | This Angry Age                       | Joseph Dufresne                             |                      | René Clément (1)   |
| 1958 | Vágy a szilfák alatt            | Desire Under the Elms                | Eben Cabot                                  | Sztankay István      | Delbert Mann       |
| 1958 | Vágy a szilfák alatt            | Desire Under the Elms                | Eben Cabot                                  | Széles Tamás         | Delbert Mann       |
| 1958 |                                 | The Matchmaker                       | Cornelius Hackl                             |                      | Joseph Anthony     |
| 1959 |                                 | Green Mansions                       | Abel                                        |                      | Mel Ferrer         |
| 1959 | Az utolsó part                  | On the Beach                         | Peter Holmes hadnagy                        | Selmeczi Roland      | Stanley Kramer     |
| 1960 | Magas történet                  | Tall Story                           | Ray Blent                                   |                      | Joshua Logan       |
| 1960 | Psycho                          | Psycho                               | Norman Bates                                | Szakácsi Sándor      | Alfred Hitchcock   |
| 1961 | Szereti ön Brahmsot?            | Goodbye Again                        | Philip Van der Besh                         | Kovács István        | Anatole Litvak (1) |
| 1962 | Phaedra                         | Phaedra                              | Alexis                                      | Kovács István        | Jules Dassin       |
| 1962 | Phaedra                         | Phaedra                              | Alexis                                      | Rajkai Zoltán        | Jules Dassin       |
| 1962 | Kés a sebben                    | Five Miles to Midnight               | Robert Macklin                              | Kovács István        | Anatole Litvak (2) |
| 1962 | Kés a sebben                    | Five Miles to Midnight               | Robert Macklin                              | Rajkai Zoltán        | Anatole Litvak (2) |
| 1962 | A per                           | The Trial                            | Josef K.                                    | Rátóti Zoltán        | Orson Welles       |
| 1962 |                                 | Le glaive et la balance              | Johnny Parsons                              |                      | André Cayatte      |
| 1962 |                                 | Beach Casanova                       | önmaga                                      |                      | Vittorio Sala      |
| 1964 | A bájos kis ostoba nő           | The Ravishing Idiot                  | Harry Compton / Nicholas Maukouline         | Reisenbüchler Sándor | Édouard Molinaro   |
| 1965 |                                 | The Fool Killer                      | Milo Bogardus                               |                      | Servando González  |
| 1966 | Párizs ég?                      | Is Paris Burning?                    | Warren őrmester                             |                      | René Clément (2)   |
| 1967 | Pezsgős gyilkosságok            | The Champagne Murders                | Christopher Belling                         | Kautzky Armand       | Claude Chabrol (1) |
| 1968 | Csinos kis méreg                | Pretty Poison                        | Dennis Pitt                                 |                      | Noel Black         |
| 1970 | A 22-es csapdája                | Catch-22                             | Tappman lelkész                             | Balázsovits Lajos    | Mike Nichols       |
| 1970 | A 22-es csapdája                | Catch-22                             | Tappman lelkész                             | Sztarenki Pál        | Mike Nichols       |
| 1970 | WUSA                            | WUSA                                 | Morgan Rainey                               | Tordy Géza           | Stuart Rosenberg   |
| 1970 |                                 | How Awful About Allan                | Allan Colleigh                              |                      | Curtis Harrington  |
| 1971 | Valaki az ajtó mögött           | Someone Behind the Door              | Laurence Jeffries                           | Szakácsi Sándor      | Nicolas Gessner    |
| 1971 | A tizedik nap                   | Ten Days' Wonder                     | Charles Van Horn                            | Szakácsi Sándor      | Claude Chabrol (2) |
| 1972 |                                 | Play It as It Lays                   | B.Z. Mendenhall                             |                      | Frank Perry        |
| 1972 | Roy Bean bíró élete és kora     | The Life and Times of Judge Roy Bean | LaSalle tiszteletes                         | Incze József         | John Huston        |
| 1974 | Drága Molly                     | Lovin' Molly                         | Gid Frye                                    | Schnell Ádám         | Sidney Lumet (1)   |
| 1974 | Gyilkosság az Orient expresszen | Murder on the Orient Express         | Hector McQueen                              | Tahi Tóth László     | Sidney Lumet (2)   |
| 1975 |                                 | Mahogany                             | Sean McAvoy                                 |                      | Berry Gordy        |
| 1978 |                                 | Remember My Name                     | Neil Curry                                  |                      | Alan Rudolph       |
| 1978 |                                 | First, You Cry                       | Arthur Heroz                                |                      | George Schaefer    |
| 1978 | A nyomorultak                   | Les Misérables                       | Javert                                      | Benedek Miklós       | Glenn Jordan       |
| 1979 | Téli gyilkosságok               | Winter Kills                         | John Cerruti                                | Hirtling István      | William Richert    |
| 1979 | A fekete lyuk                   | The Black Hole                       | Dr. Alex Durant                             | Blaskó Péter         | Gary Nelson        |
| 1980 | 25 millió fontos váltságdíj     | North Sea Hijack                     | Lou Kramer                                  | Dörner György        | Andrew V. McLaglen |
| 1980 |                                 | Deadly Companion                     | Lawrence Miles                              |                      | George Bloomfield  |
| 1983 | Dorian Gray bűnei               | The Sins of Dorian Gray              | Henry Lord                                  | Szakácsi Sándor      | Tony Maylam        |
| 1983 | Psycho 2.                       | Psycho II                            | Norman Bates                                | Szakácsi Sándor      | Richard Franklin   |
| 1984 |                                 | Terror in the Aisles                 | Norman Bates (archív felvétel)              |                      | Andrew J. Kuehn    |
| 1984 | Szenvedélyes bűnök              | Crimes of Passion                    | Peter Shayne tisztelendő                    | Fülöp Zsigmond       | Ken Russell        |
| 1986 | Psycho 3.                       | Psycho III                           | Norman Bates                                | Szakácsi Sándor      | Anthony Perkins    |
| 1988 | Rácsok mögött                   | Destroyer                            | Robert Edwards                              | Cs. Németh Lajos     | Robert Kirk        |
| 1989 | Dr. Jekyll és Mr. Hasfelmetsző  | Edge of Sanity                       | Dr. Henry Jekyll / Jack 'Hasfelmetsző' Hyde | Széles Tamás         | Gérard Kikoïne     |
| 1990 |                                 | Daughter of Darkness                 | Anton / Constantine herceg                  |                      | Stuart Gordon      |
| 1990 | Ma este harapok                 | I'm Dangerous Tonight                | Buchanan professzor                         | Szersén Gyula        | Tobe Hooper        |
| 1990 | Psycho 4. – Ahogyan kezdődött   | Psycho IV: The Beginning             | Norman Bates                                | Tordy Géza           | Mick Garris        |
| 1991 |                                 | A Demon in My View                   | Arthur Johnson                              |                      | Petra Haffter      |
| 1992 | Meztelen célpont                | The Naked Target                     | El Mecano                                   | Uri István           | Javier Elorrieta   |
| 1992 | Az erdei gyilkos                | In the Deep Woods                    | Paul Miller                                 |                      | Charles Correll    |

## Fordítás
- Ez a szócikk részben vagy egészben  az   Anthony Perkins című angol Wikipédia-szócikk fordításán alapul.  Az eredeti cikk szerkesztőit annak laptörténete sorolja fel. Ez a jelzés csupán a megfogalmazás eredetét és a szerzői jogokat jelzi, nem szolgál a cikkben szereplő információk forrásmegjelöléseként.